# ミシェル・カファンド
ミシェル・カファンド（フランス語: Michel Kafando、1942年8月18日 - ）は、ブルキナファソの政治家。2014年11月18日から2015年12月29日まで同国の暫定大統領を務めた。

1982年から1983年まで外務大臣、1998年から2011年までブルキナファソの国連大使を歴任。日本の外務省では氏名は「ミッシェル・カファンド」、役職名は「ブルキナファソ暫定大統領兼外務・域内協力大臣」とされている。
2014年10月31日、ブレーズ・コンパオレが反政府運動により大統領を辞任した事に伴い、次の大統領選挙までの暫定的な大統領に指名された。

## 経歴
ワガドゥグー生まれ。1969年、ボルドー大学で公法の学士となる。1972年にはパリで政治学の学位を取得、ジュネーブの国際・開発研究大学院で別の学位を取得する。後の1990年にはソルボンヌで政治学のPh.D.を取得している。彼は既婚で、子供が1人いる。

## 政治家として
カファンドは1982年から1983年までオートボルタ（現ブルキナファソ）の外務大臣を務めた。1982年11月のジャン＝バプティスト・ウエドラオゴ少佐のクーデター後も、閣僚で唯一、大臣職に留まっている。また、同じ1982年に国連総会の副議長も歴任。
1998年4月15日、カファンドは国連大使に就任し、国際連合事務総長のコフィー・アナンに彼自身の資格情報を提示している。
カファンドは2008年の9月に、国連安全保障理事会の議長を務めた。
2014年11月17日、カファンドは協議会からブルキナファソの暫定大統領に任命され、翌18日に就任。11月19日、首相に彼の前任で暫定的な国家元首を務めたイザック・ジダを任命。11月23日、暫定政府の任命により、カファンドは外務大臣を兼任することとなった。
2015年9月16日、大統領警備隊によってカファンドは暫定首相のイザック・ジダ、閣僚2人とともに身柄を拘束される。翌17日にクーデターが宣言され、国民民主評議会によって暫定政府は解散させられた。9月18日、拘束されていた閣僚2人とともに解放され、23日にクーデター派との交渉が妥結したことによりカファンドが暫定大統領に復帰し、クーデターの終結を宣言した（詳しくは2015年ブルキナファソクーデター）。
2015年11月29日、ブルキナファソで総選挙（大統領選挙・国民議会議員選挙）が実施された。大統領選挙では元首相のロック・マルク・クリスチャン・カボレ（ロシュ・カボレ）が元財務相のゼフィリン・ディアブレなど13人を破り当選し、カファンドの後任となることが決定した。カファンド自身はこの選挙には出馬しなかった。
2017年5月、カファンドはブルンジの国連大使に任命された。